# Амелья
Амелья (італ. Ameglia, ліг. Amegia) — муніципалітет в Італії, у регіоні Лігурія, провінція Спеція.
Амелья розташована на відстані близько 320 км на північний захід від Рима, 95 км на південний схід від Генуї, 12 км на схід від Спеції.
Населення — 4416 осіб (2014).
Щорічний фестиваль відбувається 17 травня. Покровитель — San Pasquale.

## Демографія
Населення за роками:

Станом на 1 січня 2023 року в муніципалітеті офіційно проживав 291 іноземець з 47 країн, серед них 147 громадян країн Євросоюзу та 9 громадян України.

## Сусідні муніципалітети
- Леричі
- Сарцана